# Instytut Etnologii i Antropologii Społecznej Słowackiej Akademii Nauk
Instytut Etnologii i Antropologii Społecznej Słowackiej Akademii Nauk (skrót ÚESA SAV) – jest jednym z instytutów trzeciego wydziału Słowackiej Akademii Nauk. Jego utworzenie zostało zatwierdzone 20 grudnia 1945 roku, rozpoczął swoją działalność 1 lutego 1946 pod nazwą Instytut Etnograficzny Słowackiej Akademii Nauk i Sztuki. W 1994 przemianowano go na Instytut Etnologii Słowackiej Akademii Nauk, od 2019 roku funkcjonuje pod obecną nazwą. Obecnie dyrektorem placówki jest Tatiana Zachar Podolinská.

## Nazwy
Instytut na przestrzeni lat sześciokrotnie zmieniał swoją nazwę:
- 1946–1951 Instytut Etnograficzny Słowackiej Akademii Nauk i Sztuki
- 1951–1953 Sekcja Etnograficzna Instytutu Historycznego Słowackiej Akademii Nauk i Sztuki
- 1953–1955 Dział Etnograficzny Słowackiej Akademii Nauk i Sztuki
- 1955–1994 Instytut Etnograficzny Słowackiej Akademii Nauk
- 1994–2019 Instytut Etnologii Słowackiej Akademii Nauk
- 2019–obecnie Instytut Etnologii i Antropologii Społecznej Słowackiej Akademii Nauk

## Działalność Instytutu
Obecnie Instytut zajmuje się badaniami w dziedzinie etnologii, antropologii kulturowej, oraz religioznawstwa. Główną misją instytutu jest badanie człowieka i jego relacji społecznych, stylu życia, a także tradycji kulturowych w perspektywie historycznej. Oprócz badań naukowych, w placówce realizowane są projekty, które dotyczą problematyki zagadnień z zakresu sytuacji mniejszości narodowych i etnicznych na terenie Słowacji, kultury i sposobu życia Słowaków w kraju i za granicą, praw człowieka, równości płci, wykluczenia i integracji społecznej, migracji i różnorodności kulturowej.
ÚESA SAV jest również siedzibą redakcji czasopism, takich jak Slovenský národopis, czy Etnologické rozpravy. Ponadto współpracuje z Towarzystwem Etnograficznym Słowacji.
Główne obszary badawcze:
- Dynamika zmian społecznych, między innymi migracja ludności, na przykład w celach zarobkowych, uchodźcy
- Podstawy komunikacyjne cywilizacji: komunikacja międzypokoleniowa jako przesłanka rozwiązywania aktualnych problemów społecznych
- Holokaust: dokumentacja, oraz wywiady z ocalałymi z Holokaustu
- Wykluczenie społeczne i ekonomiczne oraz szanse na zatrudnienie: problem ubóstwa grup wykluczonych ekonomicznie, problem starzenia się i zatrudnienia młodych ludzi
- Pamięć, tradycja i tożsamość kultury słowackiej: dziedzictwo kulturowe, rozwój regionalny i turystyka
- Rozwój społeczno-kulturowy po 1989 roku a środowisko miejskie: przemiany społeczne, demograficzne i urbanistyczne miast
- Religia w epoce nowożytnej

## Archiwa Instytutu Etnologii Słowackiej Akademii Nauk
Instytut gromadzi, przetwarza, chroni i wykorzystuje zasoby archiwalne. Archiwum naukowe zakładu zaczęto budować w 1953 roku. Archiwum tekstowe zawiera 1486 dokumentów badawczych. W zasobach archiwum cyfrowego można znaleźć z kolei ponad 125 000 zdigitalizowanych dzieł, głównie zdjęć i rysunków, które pochodzą z terenu Słowacji. W cyfrowej kolekcji znajdują się również materiały z zagranicznych konferencji badawczych krajowych etnologów. Instytut Etnologii Słowackiej Akademii Nauk posiada również własną bibliotekę, w której znajduje się ponad 12 556 książek i 53 czasopisma, w tym 42 zagraniczne. Biblioteka jest dostępna zarówno dla naukowców, jak i dla ogółu społeczeństwa.

## Dyrektorzy Instytutu
Na podstawie:
- Rudolf Žatko: 1946–1949
- Ján Mjartan: 1949–1951 i 1952–1958
- Božena Filová: 1958–1989[13]
- Milan Leščák: 1989–1992
- Dušan Ratica: 1993–2000
- Gabriela Kiliánová: 2000–2012
- Tatiana Zachar Podolinská: 2012–obecnie